# Resolució 1072 del Consell de Seguretat de les Nacions Unides
La Resolució 1072 del Consell de Seguretat de les Nacions Unides fou adoptada per unanimitat el 30 d'agost de 1996. Després de reafirmar totes les resolucions i declaracions del President del Consell de Seguretat sobre la guerra civil a Burundi, el Consell analitza els esforços per aconseguir un acord polític al conflicte del país.
Un intent de cop d'Estat va ser condemnat pel Consell i es va expressar preocupació pels assassinats, tortures i detencions arbitràries que amenaçaven la pau i l'estabilitat a la regió dels Grans Llacs d'Àfrica. Es van condemnar els atacs a treballadors d'ajuda humanitària i es va destacar la necessitat d'establir corredors d'ajuda humanitària. Mentrestant, es van intentar reiniciar el diàleg i iniciar negociacions, ja que el Consell va assenyalar que, per la Resolució 1040 (1996), es podrien imposar noves mesures contra Burundi.
Es va denunciar el derrocament del govern legítim i l'ordre constitucional a Burundi. Es va demanar al règim que restaurés l'ordre constitucional i l'Assemblea Nacional i aixequés la prohibició dels partits polítics. Es va instar a cessar immediatament totes les hostilitats, i a la convocatòria d'una conferència per l'estabilitat regional.
La resolució va declarar que el tema tornaria a ser reconsiderat el 31 d'octubre de 1996 i va demanar al Secretari General Boutros Boutros-Ghali que informés aleshores sobre la situació a Burundi, inclòs l'estat de les negociacions. Si es feia poc o cap progrés, es consideraria un embargament d'armes i restriccions contra els líders del règim segons la Carta de les Nacions Unides.